# Цітелхеві
Цітелхеві (груз. წითელხევი) — село в Грузії.
За даними перепису населення 2014 року в селі проживає 2079 особа.